# Downtown Seattle
Downtown Seattle est le centre-ville et le quartier d'affaires de la ville de Seattle, dans l'État de Washington, aux États-Unis. Il est comparable aux autres centres-villes des mégalopoles de la côte Ouest du fait de sa situation géographique : bordé de collines au Nord et à l'Est, donnant sur la mer avec l'Elliott Bay à l'Ouest, et constitué de terres asséchées et restaurées au Sud. Le quartier est frontalier du quartier de Lower Queen Anne au Nord, de Capitol Hill et de First Hill à l'Est, de l'International District et d'une partie de Pioneer Square au Sud, et à l'Ouest par les bords de l'Elliot Bay et Central Waterfront.
Les quartiers de Belltown, de Denny Regrade et le reste de Pioneer Square sont en fait des sous-divisions de Downtown. Au sein du centre-ville se trouve le Metropolitan Tract, appartenant à l'University of Washington, zone au sein de laquelle se trouvait le campus avant 1895. Downtown est le principal quartier d'affaires, une zone de shopping (entourant Westlake Center et reliée au Seattle Center au moyen d'un monorail), et abrite sur ses côtes le marché de Pike Place.